# Consulta evangelica
La Consulta Evangelica è un organismo di cooperazione evangelico italiano con sede legale a Giugliano in Campania; fondato nel 1992 e con riconoscimento giuridico da parte del Ministero dell'Interno.

## Storia
Nato per favorire le iniziative di evangelizzazione e di diffusione della cultura evangelica, oltre a dar corpo ad iniziative specifiche nell'ambito della solidarietà sociale, vi hanno aderito inizialmente numerose chiese della Campania. Essendosi esteso l’ambito geografico anche ad altre regioni con l’adesione di numerose altre chiese, l'Ente ha avviato l'iter con la Presidenza del Consiglio dei ministri al fine di stipulare un'intesa ai sensi dell’articolo 8 della Costituzione. La trattativa è stata ufficialmente avviata il 28 novembre del 2012.

## Organizzazione
Gli organi della Consulta Evangelica sono:
- Assemblea Generale
- Consiglio Direttivo
- Presidente
- Collegio dei Revisori

## Diffusione
Le chiese aderenti alla Consulta sono 120, con 150 locali di culto per una popolazione complessiva di circa 15.000 fedeli diffusi in quasi tutte le regioni italiane tranne che in Trentino-Alto Adige, Marche, Umbria, Abruzzo, Molise, Liguria, Basilicata, Calabria e Sardegna.